# Ligament calcanéo-cuboïdien plantaire

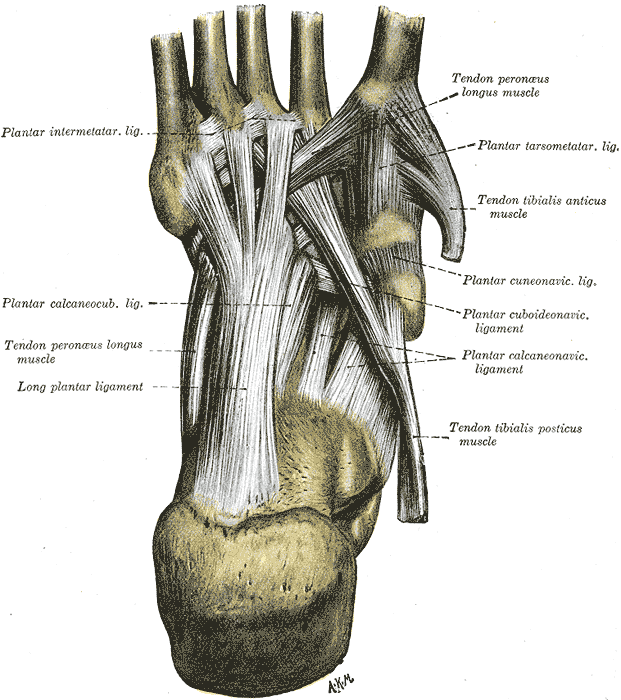
Représentation des ligaments et tendons du pied

Le ligament calcanéo-cuboïdien plantaire (ou ligament calcanéo-cuboïdien inférieur ) est un ligament de l'articulation calcanéo-cuboïdienne constitutive de l'articulation transverse du tarse. Il fait partie des ligaments plantaires du tarse. 
un ligament situé sous le pied qui relie le calcanéum à l'os cuboïde. Il se situe en profondeur du long ligament plantaire.

## Description
Le ligament calcanéo-cuboïdien plantaire est plus proche des os que le ligament plantaire long, dont il est séparé par un peu de tissu aréolaire.
C'est une bande fibreuse courte mais large de grande force.
Il s'étend des processus médial et latéral de la tubérosité calcanéenne jusqu'à la surface plantaire de l'os cuboïde à l'arrière du  sillon du tendon du muscle long fibulaire sur la crête plantaire.